# Церква Спаса Преображення (Константиновськ)
- | Зовнішні зображення | Зовнішні зображення       |
| ------------------- | ------------------------- |
|                     | Церква Спаса Преображення |

Церква Спаса Преображення  (рос. Церковь Спаса Преображения) — православний храм у місті Константиновськ, Ростовської області, Волгодонська і Сальська єпархія, Семикаракорське благочиння Російської Православної церкви.
Адреса: Росія, Ростовська область, місто Константиновськ, вулиця Овчарова, 4.

## Історія
Храм Спаса Преображення Господнього в місті Константиновську Ростовської області є колишнім тюремним храмом. У XIX столітті в кожній окружній станиці Області війська Донського обов'язково була в'язниця, яку також називали тюремним замком. При тюремних замках для проведення богослужінь серед ув'язнених функціонувала церква.
У 1861 році в Донській станиці Костантиновській на військові кошти побудована тюрма, а тому в місті при ній повинна була бути побудована і тюремна церква. У 1896 році в станиці Костянтиновській був збудований цегляний тюремний храм в ім'я Преображення Господнього. Храм освячений 22 червня 1896 року. У храмі під час служби могло розміститися до 60 осіб ув'язнених. Храм являв собою одноповерхову цегляну будівлю з двосхилим дахом, без дзвіниці, з православним хрестом на даху. У будівлі були напівкруглі вікна, міжповерховий карниз по всьому периметру, пілястри.
Преображенська церква не мала кліру і приходу, в ній не велася власна церковна документація. Документацію вели в церкві Миколи Чудотворця. Парафіянами Преображенської тюремної церкви були арештанти місцевої в'язниці. Однак у цьому храмі було відведено спеціальне місце для парафіян, які проживають в розташованих поблизу будинків, які могли проводити богослужіння в цій церкві.
У роки радянської влади близько 1920-х роках храм закрито. Згодом храм занепав, обсипалася штукатурка.
У 2011 році храм Спаса Преображення Господнього знайшов друге життя, в ньому проведений ремонт, відновилися богослужіння. Будівлю пофарбовано в білий колір, архітектурні прикраси — у блакитний.

## Духовенство
Настоятель храму: ієрей Овчинніков Сергій Олександрович.